# Veronicastrum tagawae
Veronicastrum tagawae är en grobladsväxtart som först beskrevs av Jisaburo Ohwi, och fick sitt nu gällande namn av Yamazaki. Veronicastrum tagawae ingår i släktet kransveronikor, och familjen grobladsväxter. Inga underarter finns listade i Catalogue of Life.

## Bildgalleri

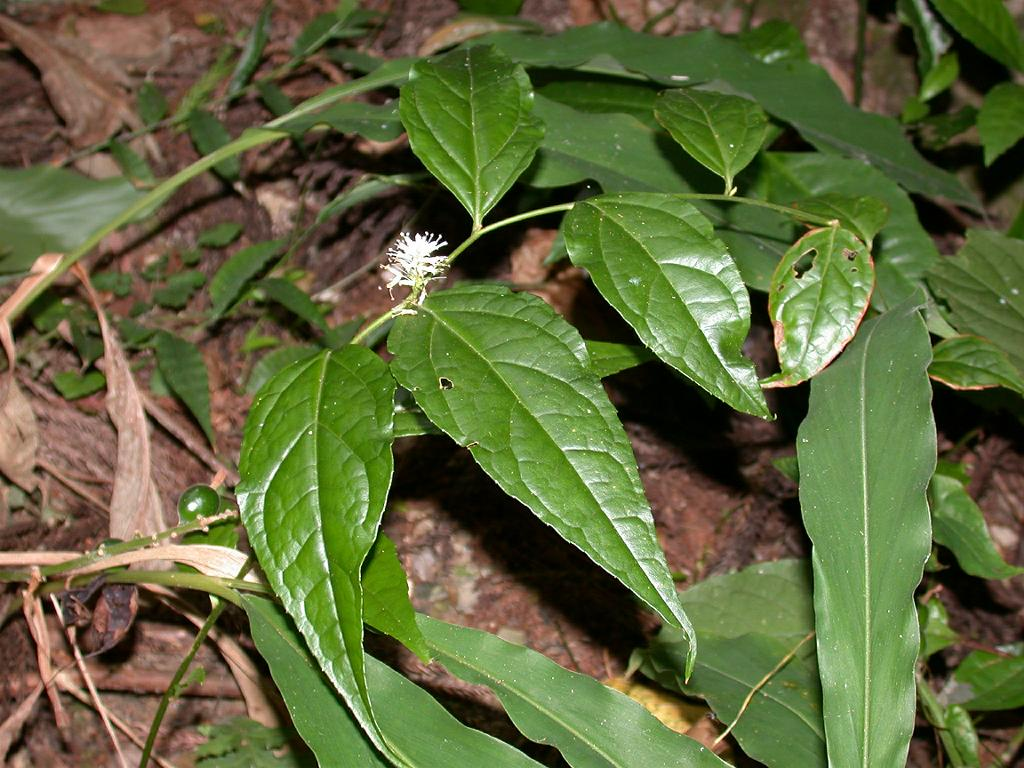
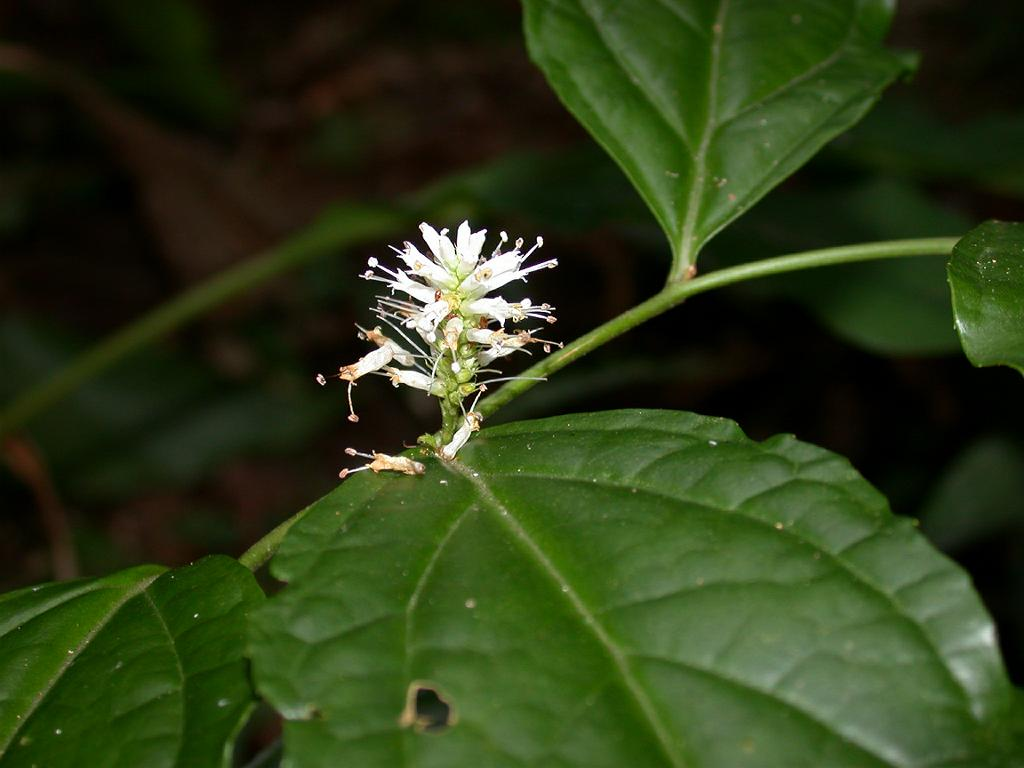
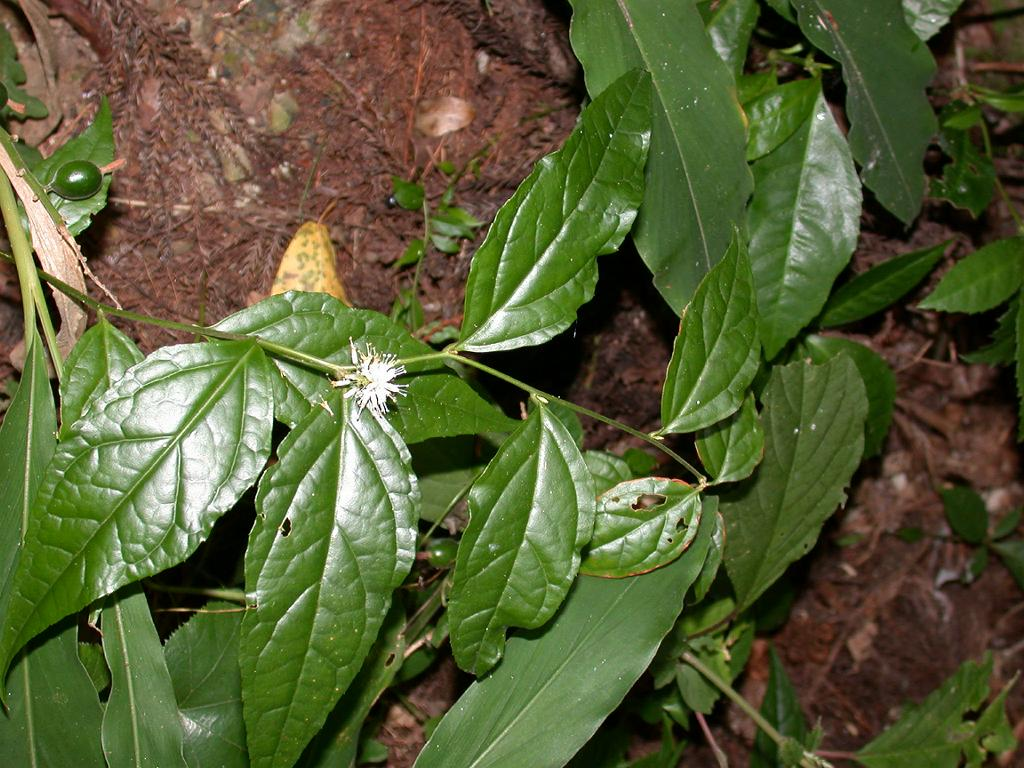
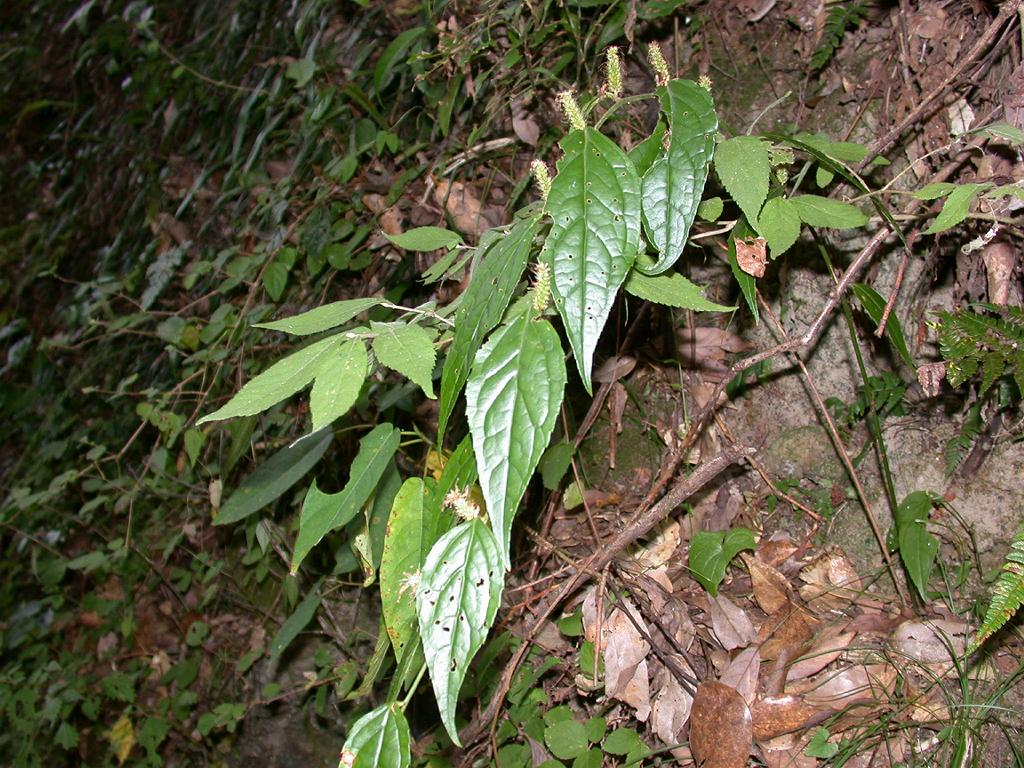